# Lake Quivira (Kansas)
Lake Quivira é uma cidade localizada no estado americano de Kansas, no Condado de Johnson e Condado de Wyandotte.

## Demografia
Segundo o censo americano de 2000, a sua população era de 932 habitantes.
Em 2006, foi estimada uma população de 926, um decréscimo de 6 (-0.6%).

## Geografia
De acordo com o United States Census Bureau tem uma área de
4,1 km², dos quais 3,4 km² cobertos por terra e 0,7 km² cobertos por água.

## Localidades na vizinhança
O diagrama seguinte representa as localidades num raio de 12 km ao redor de Lake Quivira.